# ماناگاز
ماناگاز (انگلیسی: Managaz) یک شهرک در شهرستان تاتیشلینسکی استان باشقیرستان کشور روسیه است.